# Razan Khalifa Al Mubarak

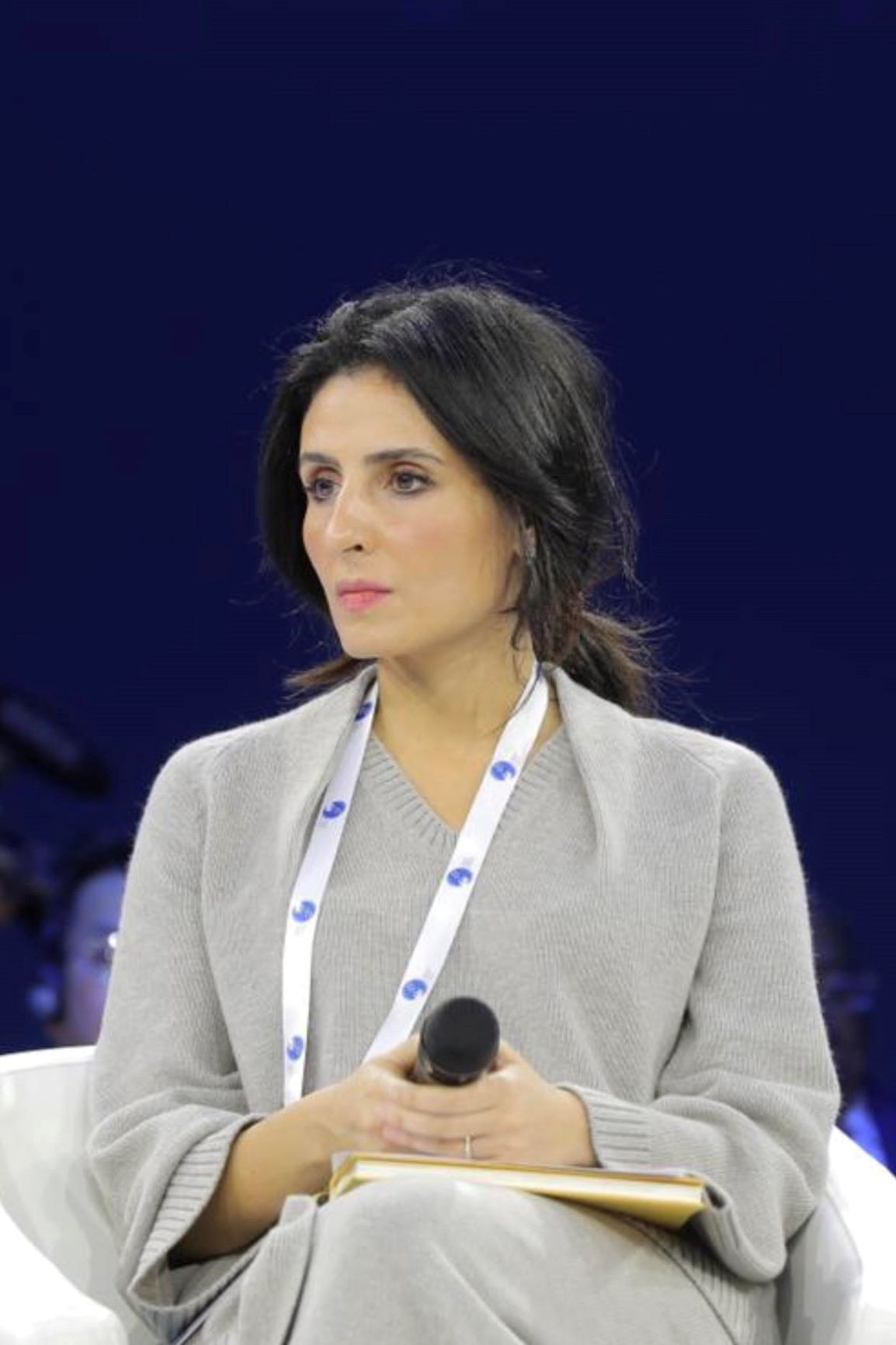
Razan Khalifa Al Mubarak beim Pariser Friedensforum 2019

Razan Khalifa Al Mubarak (arabisch رزان خليفة المبارك, DMG Razān Ḫalīfa al-Mubārak; * 1979 in Abu Dhabi) ist eine Unternehmerin und Umweltschützerin aus den Vereinigten Arabischen Emiraten (VAE).

## Leben
Al Mubarak ist die Tochter von Khalifa Ahmed Abdulaziz Al-Mubarak, einem ehemaligen Botschafter der Vereinigten Arabischen Emirate in Frankreich, der 1984 in Paris von der Terrororganisation Abu Nidal ermordet wurde. Al Mubaraks Großvater war Ahmed Abdulaziz Hamad Al-Mubarak, ehemaliger Richter und Vorsitzender der Scharia-Justizabteilung im Emirat Abu Dhabi.
Al Mubarak erhielt einen Master of Science vom University College London und einen Bachelor of Arts mit Auszeichnung von der Tufts University in Massachusetts. Sie ist mit Badr Jafar, einem prominenten emiratischen Geschäftsmann und sozialen Unternehmer, verheiratet.
Im Jahr 2001 war Al Mubarak Gründungsmitglied von Emirates Nature-WWF (EN-WWF), einer Tochter des WWF in den Vereinigten Arabischen Emiraten, wo sie gegenwärtig Geschäftsführerin ist.
Im Jahr 2008 war sie Gründungsmitglied und ist seitdem Geschäftsführerin des Mohamed bin Zayed Species Conservation Fund, einer in den VAE ansässigen Stiftung, die den weltweiten Artenschutz direkt unterstützt. Seit seiner Gründung im Jahr 2008 bis November 2019 förderte der Mohamed bin Zayed Species Conservation Fund mehr als 2041 Projekte in 150 verschiedenen Ländern, die 1341 verschiedenen Arten und Unterarten zugutekamen und weltweit einen bedeutenden Einfluss auf den Artenschutz hatten.
Al Mubarak ist geschäftsführende Direktorin der Environment Agency – Abu Dhabi (EAD), einer Regierungsbehörde, die mehr als 1000 Mitarbeiter beschäftigt und für die Umweltregulierung, den Umweltschutz und die Förderung der nachhaltigen Entwicklung im Emirat Abu Dhabi zuständig ist. Sie wurde 2011 ernannt und war die erste Frau, die als Generalsekretärin fungierte. 2018 wurde sie als erste Frau vom Kronprinzen von Abu Dhabi, Mohammed bin Zayed Al Nahyan, in den Verwaltungsrat des Emirats befördert.
Unter Al Mubarak spielte die EAD eine Schlüsselrolle bei der Auswilderung der Säbelantilope im Tschad.  2000 wurde die Säbelantilope von der IUCN Red List offiziell in die Kategorie Extinct in the Wild (in der Wildnis ausgestorben) klassifiziert. Seit 2016 konnten dank der Bemühungen der EAD des Sahara Conservation Fund, der Zoological Society of London, des Smithsonian Conservation Biology Institute und der Regierung des Tschads 200 Säbelantilopen, die in Abu Dhabi gezüchtet wurden, erfolgreich in die freie Wildbahn im Tschad entlassen werden. 2017 verzeichneten die Wiederansiedlungsbemühungen eine Reihe von Erfolgen, darunter die ersten seit Jahrzehnten in freier Wildbahn geborenen Kälber. Neben den Säbelantilopen hat die EAD auch ein erfolgreiches Zuchtprogramm für die Arabische Oryx entwickelt.
Razan Khalifa Al Mubarak ist im Vorstand von Umweltorganisationen in den Vereinigten Arabischen Emiraten tätig, unter anderem bei der Bundesbehörde für nukleare Regulierung und als Vorstandsvorsitzende des International Center for Biosaline Agriculture (ICBA). Darüber hinaus ist sie Beiratsmitglied des Rockefeller Foundation Economic Council on Planetary Health, der Cambridge Conservation Initiative, der Emirates Diplomatic Academy, Vorstandsmitglied von Panthera, einer von Alan Rabinowitz gegründeten gemeinnützigen Organisation, die sich der Erhaltung von 40 Wildkatzenarten und ihrer Lebensräume widmet, sowie der Women in Sustainability, Environment and Renewable Energy Initiative (WiSER). Al Mubarak ist auch Vorstandsmitglied der Abu Dhabi Music & Arts Foundation (ADMAF), die das Abu Dhabi Festival – ein jährliches Kunstfestival – organisiert. Im September 2021 wurde sie zur Präsidentin der IUCN gewählt.

## Auszeichnungen
Im Jahr 2013 verlieh ihr die Abu Dhabi American Chamber of Commerce die Auszeichnung Women in Business für „vorbildliche Führungsqualitäten und Leistungen, indem sie Barrieren überwindet, Herausforderungen überwindet und ein Beispiel für Beharrlichkeit und Professionalität setzt“.
In Anerkennung ihrer globalen Rolle im Bereich Umwelt und Naturschutz wählte sie das Weltwirtschaftsforum 2018 als eine der 100 besten jungen Führungskräfte des Sektors, die zum Aufbau einer nachhaltigeren Zukunft für die Menschheit beitragen, und ernannte sie zum Young Global Leader.